# Juniperus bermudiana
Espèce
Statut de conservation UICN

 CR  : 
En danger critique
Le Genévrier des Bermudes (Juniperus bermudiana L.) est une espèce de plantes de la famille des Cupressaceae. C'est un genévrier endémique des Bermudes. Cette espèce est plus communément connue en anglais sous le nom de Bermuda cedar (cèdre des Bermudes), mais elle est également appelée Bermuda juniper (Genévrier des Bermudes).
Historiquement, cet arbre a formé une forêt qui couvrait une grande partie des Bermudes. Les colons ont défriché une partie de la forêt et l'arbre a été utilisé à de nombreuses fins, compris la construction de bâtiments; il était particulièrement prisé pour la construction navale. Cependant, les cochenilles introduites pendant la Seconde Guerre mondiale ont dévasté les forêts, tuant plus de 99% des cèdres. Depuis lors, Casuarina equisetifolia, tolérant au sel, a été planté comme espèce de remplacement, et un petit nombre de cèdres des Bermudes se sont révélés résistants aux cochenilles. Les populations de certains oiseaux endémiques qui avaient co-évolué avec l'arbre ont chuté à la suite de sa disparition. 

## Description
Le cèdre des Bermudes est un arbre à feuilles persistantes atteignant 15 mètres de haut avec un tronc jusqu'à 60 cm d'épaisseur (des spécimens plus gros existaient dans le passé) et une écorce mince qui se répand en bandes. Le feuillage se produit en pulvérisations bleu-vert, avec des pousses individuelles de 1,3–1,6 mm de large, à quatre côtés (quadriforme) en section. Les feuilles sont en forme d'écailles (1,5 à 2,5   mm de long, jusqu'à 4 mm de long sur les pousses à forte croissance et 1-1,5 mm de large), avec un gland peu visible. Ils sont disposés en paires décussées opposées, parfois en verticilles décussées de trois. Les plantes juvéniles portent des feuilles en forme d'aiguilles de 4–8  mm de long. Les cônes sont d'irrégulièrement globuleux à large pyriforme (4–6  mm de long et 5–8   mm de large), souples et semblables à des baies, d'abord verts, mûrissant en pourpre bleuâtre environ 8 mois après la pollinisation. Ils contiennent une ou deux (rarement trois) graines . Les cônes mâles sont de 4 à 6  mm de long et commencent jaune, virant au brun après la libération du pollen au début du printemps. 

## Écologie

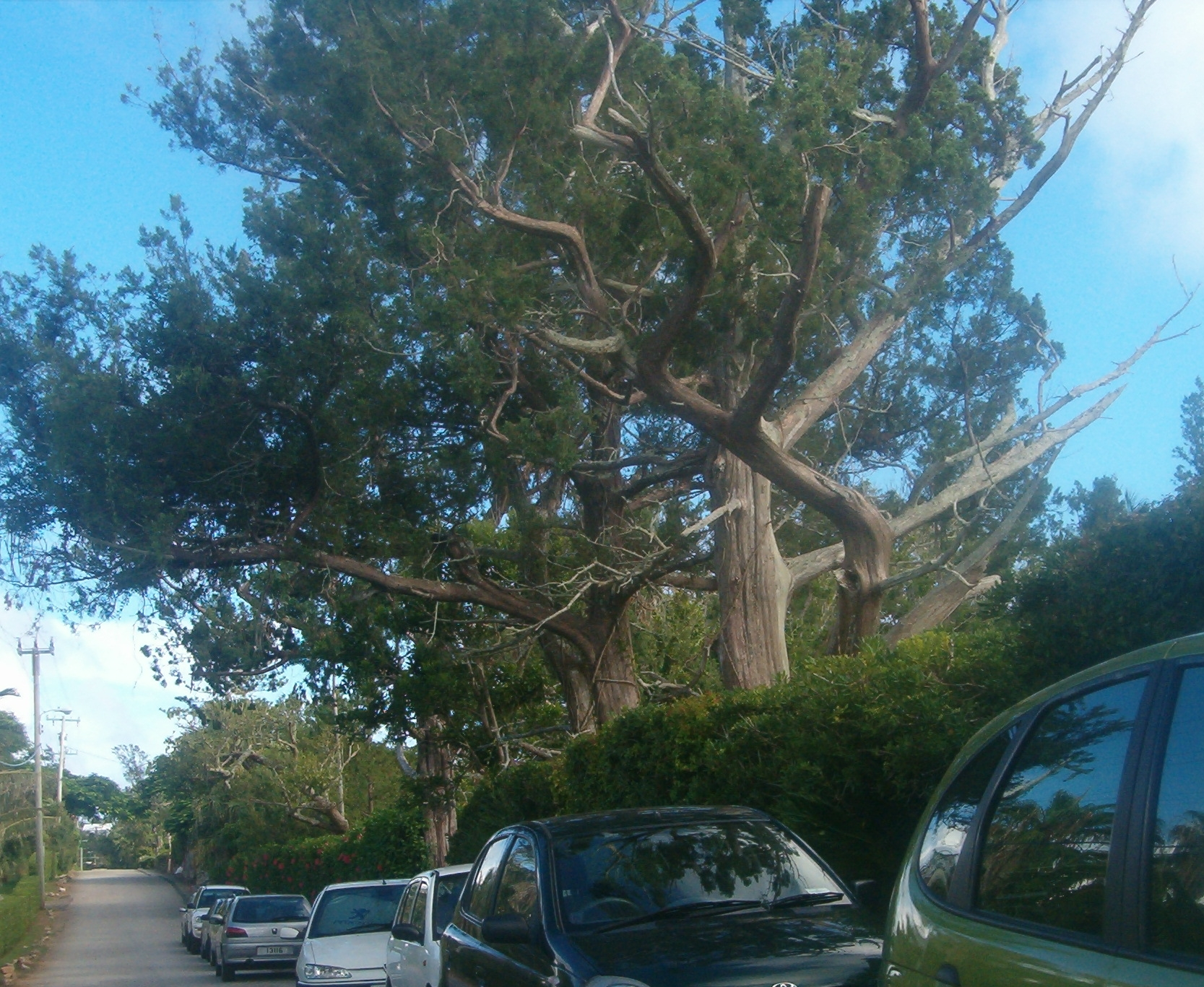
Vieux arbres survivant et prospèrant dans un jardind e Paget.

Une menace pour l'existence continue des cèdres des Bermudes est apparue au milieu des années 1940 lorsque l'espèce a été attaquée par deux espèces de cochenilles, Lepidosaphes newsteadi et Carulaspis minima, qui ont été introduites involontairement depuis le continent américain pendant la construction des bases aériennes américaines (en) aux Bermudes. En 1978, ces parasites avaient tué 99% des cèdres des Bermudes, soit quelque 8 millions d'arbres. Cependant, 1% des arbres restants se sont révélés quelque peu résistants aux cochenilles, et les efforts du ministère de l'Agriculture, des Pêches et des Parcs des Bermudes pour propager des plantes résistantes aux cochenilles à travers les Bermudes ont aidé à protéger les arbres de l'extinction. 
Dans les années 1950 et 1960, Casuarina equisetifolia (également connu sous le nom de horsetail sheoak et Australian pine), originaire d'Australie, a été introduit aux Bermudes pour remplacer les fonctions de brise-vent du cèdre des Bermudes. C. equisetifolia s'est avéré être une plante quelque peu compétitive aux Bermudes, cela est dû à la litière de feuilles de casuarina qui supprime la germination et la croissance des plantes de sous-étage au moyen de l'allélopathie. Semblable au cèdre des Bermudes, C. equisetifolia résiste au vent et au sel, caractéristiques qui ont fait de C. equisetifolia un choix populaire auprès des jardiniers des Bermudes. D'autres espèces introduites pour tenter de remplacer la forêt de cèdres comprenaient Coccoloba uvifera. Avec C. equisetifolia, le principal concurrent du cèdre des Bermudes pour l'espace est Schinus terebinthifolius. 
Le cèdre des Bermudes est parfois cultivé comme arbre ornemental en dehors des Bermudes et peut avoir été naturalisé à Hawaï et à Sainte-Hélène. Il est rapporté que plus de 6 500 d'entre eux ont été plantés à Hawaï entre 1921 et 1953, et qu'il y a établi des populations sauvages. 
Les forêts de cèdres des Bermudes qui couvraient une grande partie du paysage des Bermudes, avant la déforestation, nourrissaient et abritaient de nombreuses espèces d'oiseaux qui avaient évolué et s'étaient adaptées pour vivre parmi elles. Avec la perte de tant d'arbres, les populations de ces espèces d'oiseaux ont presque disparu, compris le viréo aux yeux blancs des Bermudes et une sous-espèce possible de merlebleu de l'Est. Des efforts du public et du gouvernement ont été faits pour augmenter leurs populations ainsi que les populations de cèdre des Bermudes. Cependant, le cèdre des Bermudes peut prendre 200 ans pour atteindre sa pleine maturité, et les oiseaux ne peuvent survivre aussi longtemps. Avec l'élévation récente du niveau de la mer, certains vieux cèdres de faible altitude ont été infiltrés d'eau de mer et commencent à mourir. 

## Usages et histoire

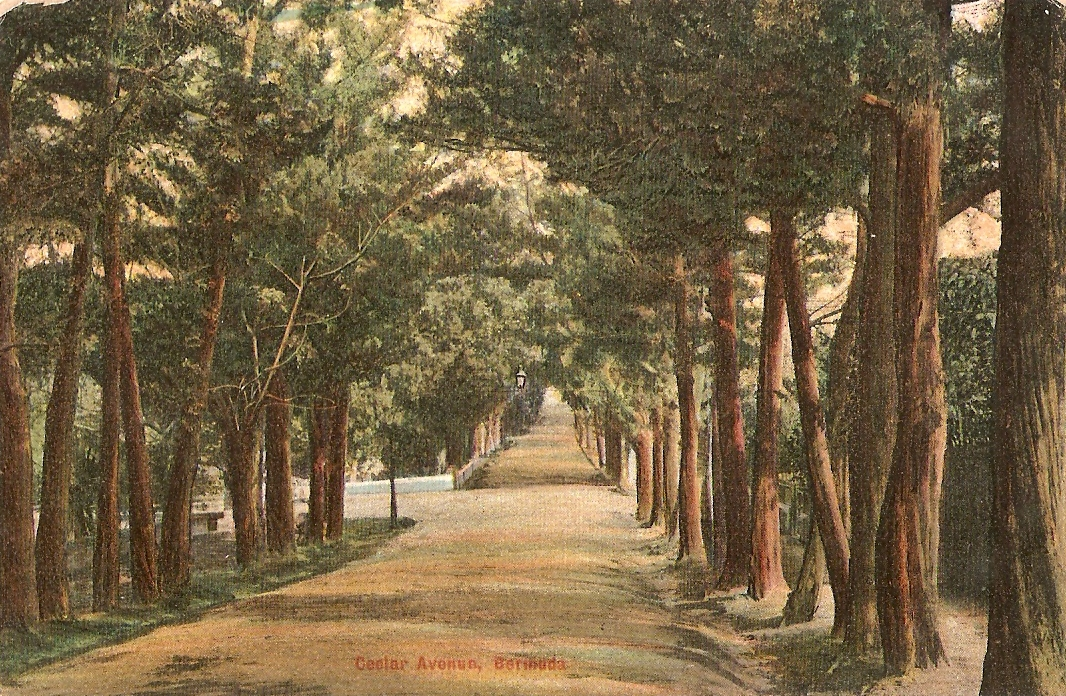
Une carte postale de Cedar Avenue à Hamilton, aux Bermudes, avant que l'espèce ne diminue.

Il est connu pour son arôme lourd et sucré, son bois rougeâtre utile et attrayant, son rôle important dans l'histoire des Bermudes et sa présence notable dans les maisons historiques des Bermudes. 
Lorsque les colons anglais sont arrivés aux Bermudes, les forêts de cèdre des Bermudes ont fleuri dans toutes les îles, et l'espèce a continué à prospérer alors même que les colons développaient l'agriculture. Le bois était utilisé par les colons en raison de sa durabilité et de sa maniabilité, en particulier dans la construction (maisons, églises, prisons, construction navale, menuiserie intérieure, construction de meubles, fabrication de cercueils) et l'exportation pour la vente. De plus, les cônes étaient utilisés par les colons comme nourriture pour eux-mêmes et pour leurs animaux, et pour préparer le sirop de cèdre comme traitement contre les maux de dents et la toux. Les colons ont également fait bouillir les pousses dans l'eau pour créer un élixir pour réduire la fièvre. En outre, il a été constaté que le bois repoussait les mites et les puces ainsi que la moisissure et la pourriture, de sorte que de nombreux résidents des Bermudes l'utilisaient pour tapisser les placards et les tiroirs. 

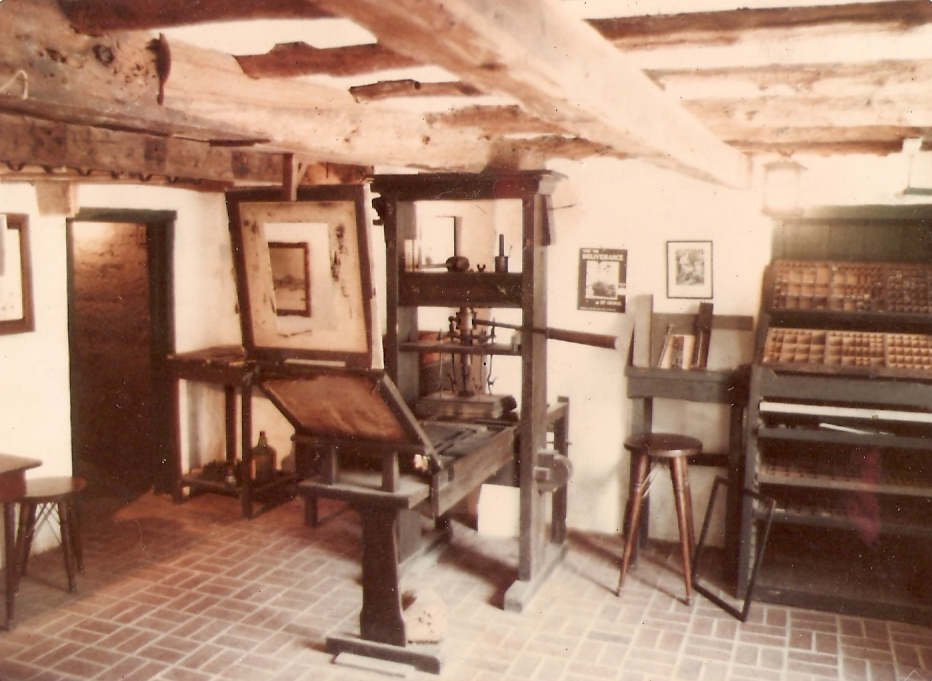
Le musée de l' (imprimerie Featherbed Alley), dans la cave de la maison Mitchell, construit c. 1720, qui comporte des poutres en cèdre, bien que les lames de plancher ci-dessus soient en bois importé alors plus cher.

Le bois était particulièrement prisé par les constructeurs navals. Il pouvait être travaillé dès qu'il était abattu et était naturellement résistant à la pourriture et à la vermoulure. Il était aussi résistant que le chêne, mais beaucoup plus léger, contribuant à la vitesse et à la maniabilité pour lesquelles les navires bermudiens (en) étaient réputés et appréciés. Son abondance a permis aux Bermudiens de se tourner en gros vers une économie maritime après la dissolution de la Somers Isles Company (en) en 1684. 
En 1627, dans un effort pour conserver les forêts de cèdres des Bermudes, l'assemblée locale a adopté une loi pour restreindre l'exportation de cèdre des Bermudes pour la construction navale. En outre, entre 1693 et 1878, la législature des Bermudes a adopté seize autres lois imposant des restrictions à l'utilisation du cèdre des Bermudes. Malgré ces lois, l'industrie de la construction navale a fini par dénuder une grande partie du paysage des Bermudes dans les années 1830. Seule l'arrivée de l'ère des navires à coque en acier et à vapeur a permis à la forêt de se rétablir. 
De nombreuses maisons historiques des Bermudes présentent des boiseries intérieures et des meubles en cèdre des Bermudes. Les exemples de ces maisons comprennent la Mayflower House, Camden House (en), Tucker House (en)  et Verdmont House, cette dernière, selon le Bermuda National Trust, contenant la plus belle collection de meubles anciens en cèdre des Bermudes de la colonie. Parce qu'il est maintenant à la fois rare et cher, et qu'il est présent dans de nombreuses grandes maisons, son essence est associée à l'idée que l'on se fait richesse. 